# Micrepeira
Genre
Micrepeira est un genre d'araignées aranéomorphes de la famille des Araneidae.

## Distribution
Les espèces de ce genre se rencontrent en Amérique centrale et au Nord de l'Amérique du Sud.

## Liste des espèces
Selon World Spider Catalog (version 17.0, 23/03/2016) :
- Micrepeira albomaculata Schenkel, 1953
- Micrepeira fowleri Levi, 1995
- Micrepeira hoeferi Levi, 1995
- Micrepeira pachitea Levi, 1995
- Micrepeira smithae Levi, 1995
- Micrepeira tubulofaciens (Hingston, 1932)
- Micrepeira velso Levi, 1995

## Publication originale
- Schenkel, 1953 : Bericht über eingie Spinnentiere aus Venezuela. Verhandlungen der naturforschenden Gesellschaft in Basel, vol. 64, p. 1-57.